# Ribe

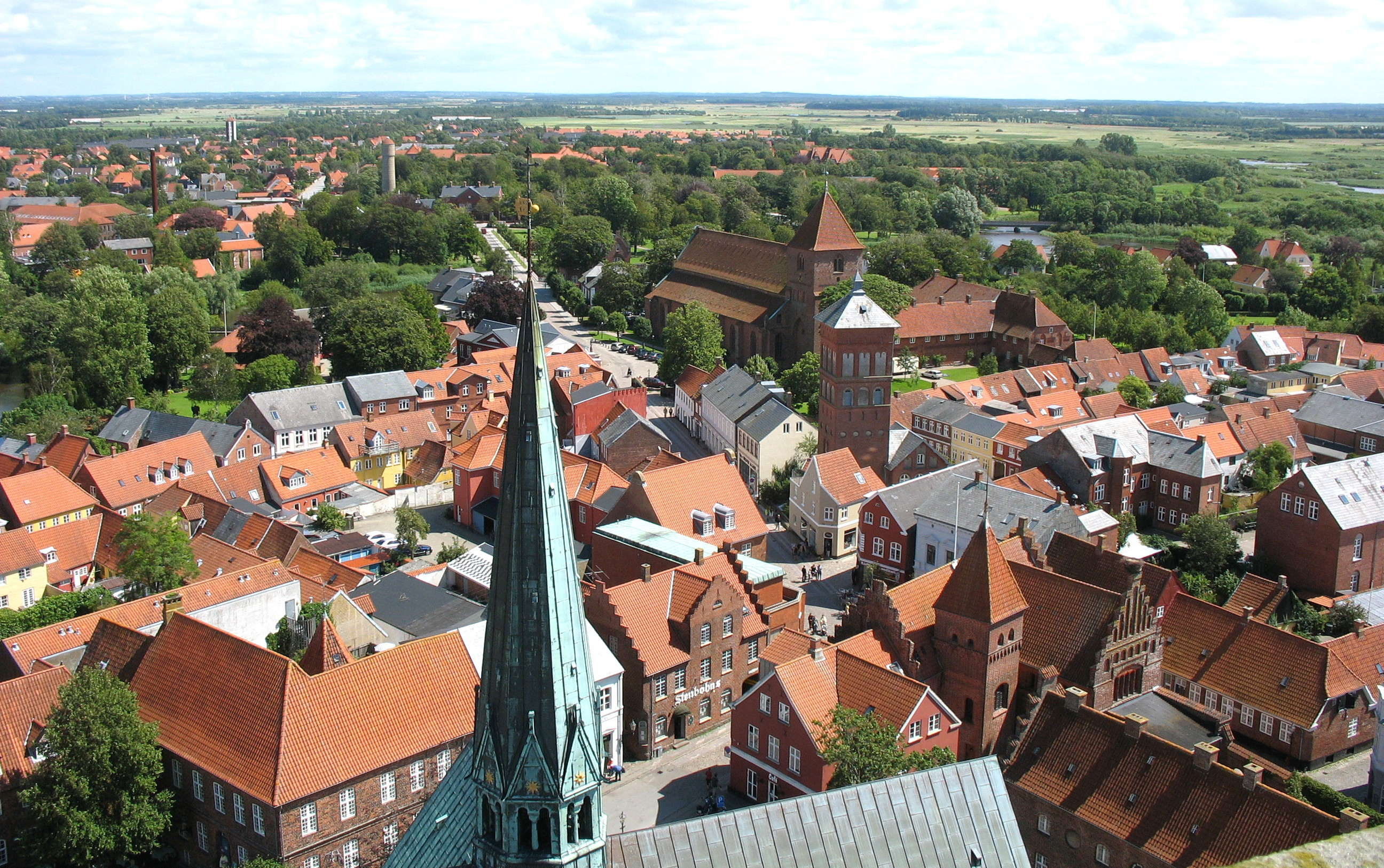
Widok ogólny Ribe

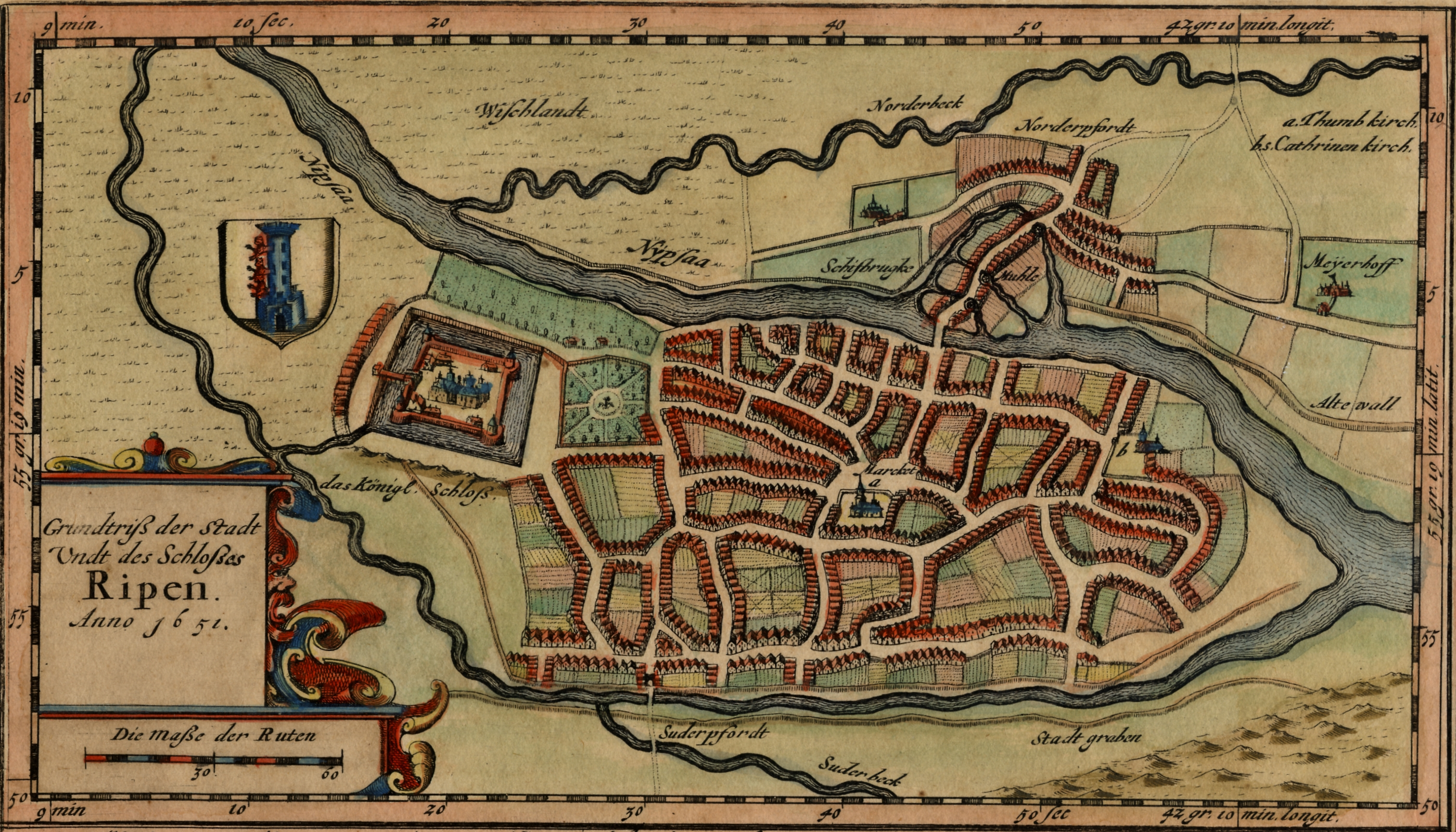
Plan Ribe z 1651

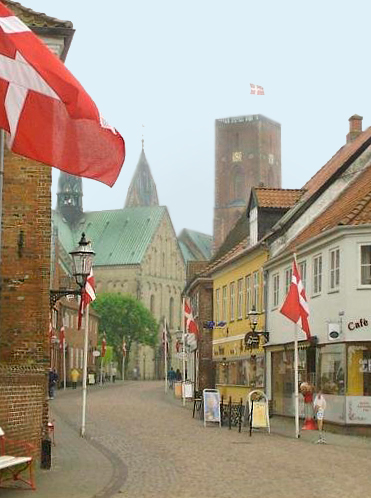
Uliczka na starym mieście w Ribe

Ribe – miasto położone w południowo-zachodniej Jutlandii w Danii. Ribe, uważane za najstarsze (obok Hedeby) duńskie miasto, położone jest w regionie Dania Południowa (d. w okręgu Ribe Amt), w gminie Esbjerg (d. siedziba gminy Ribe).

## Geografia
Ribe leży w południowo-zachodniej Jutlandii, ok. 52 km na zachód od Haderslev i ok. 60 km na północ od granicy Danii z Niemcami. Przez miasto przepływa rzeczka Ribeå, która uchodzi do Zatoki Fanø (Morze Północne), kilka kilometrów na zachód od miasta.

## Historia
Średniowiecze
Ribe jest jednym z najstarszych miast Skandynawii. Było wzmiankowane po raz pierwszy ok. 860, kiedy biskup Ansgar rozpoczął tutaj budowę kościoła. Ribe musiało w tamtych czasach być już znacznym ośrodkiem miejskim i handlowym. Od 948 Ribe było siedzibą biskupstwa. Niemal od początków swego istnienia miasto utrzymywało kontakty handlowe z Anglią, Fryzją i północnymi Niemcami, co stanowiło podstawę egzystencji mieszkańców i zamożności miasta. Było to też powodem obcych najazdów łupieskich: w 1043 Ribe zostało splądrowane przez Słowian połabskich, a w 1156 przez Sasów pozostających w służbie króla Swena III. Wielokrotnie Ribe było trawione przez pożary, w latach: 1176, 1242, 1258, 1271, 1272, 1301 i 1402. Ponadto znaczne straty spowodowała wielka powódź w 1362 i epidemia dżumy w 1350. Pomimo tych kataklizmów Ribe rozwijało się dynamicznie przez całe średniowiecze i pod koniec tego okresu liczyło ok. 5000 mieszkańców. W 1145 założono tutaj najstarszą w Danii szkołę katedralną. W średniowieczu miasto było ośrodkiem monastycznym i siedzibą królów Danii, którzy posiadali tutaj zamek, oraz ważnym centrum handlowym, szczególnie w XIII w. W 1228 powstał tutaj klasztor dominikanów, a w kilka lat później prawdopodobnie pierwszy i najstarszy klasztor franciszkanów w Danii. Ribe odgrywało w tamtych czasach także rolę miasta tranzytowego dla trzody, win, odzieży i zboża przesyłanych między Danią a Niemcami. W średniowieczu Ribe otrzymało wiele przywilejów królewskich, najstarszy zachowany pochodzi z ok. 1202-14, zwalniał mieszkańców od ceł i innych opłat za handel na terytorium całego kraju. W 1269 na sejmie w Nyborgu król Eryk V nadał Ribe nowe prawa miejskie. Wagę Ribe jako ośrodka władzy królewskiej podkreśliła koronacja króla Krzysztofa III w miejscowej katedrze w 1443. Z tej okazji odbył się tutaj wielki turniej rycerski. Miasto było również widownią innych wydarzeń związanych z życiem duńskich monarchów: w 1407 odbył się tutaj ślub siostry króla Eryka pomorskiego, Katarzyny z Janem bawarskim, a w 1460 dokonano tu elekcji króla Chrystiana I na księcia Szlezwiku. 
Czasy poreformacyjne
Pomimo wielu nowych przywilejów handlowych (1550, 1560, 1596, 1661) od ok. 1600 Ribe zaczęło powoli tracić swoje znaczenie najważniejszego ośrodka handlowego kraju, co związane było m.in. ze zmianą szlaków handlowych i upadkiem znaczenia lokalnego portu. Inwazje obcych wojsk na Danię podczas wojen w XVII w. doprowadziły miasto do zupełnego upadku w latach 1657-1660. Liczba mieszkańców wykazywała tendencje spadkowe: ok. 1591 Ribe liczyło ok. 4500 mieszkańców, w 1641 już tylko ok. 3500, a po wojnach ze Szwecją (1672) tylko 1939 osób. Na dodatek miasto spłonęło doszczętnie w 1580, a do spadku populacji przyczyniły się również wielkie epidemie w latach 1539, 1565, 1579 i 1602. Epidemia w 1659 zebrała żniwo w ilości 900 osób. Ribe utraciło pozycję rezydencji królewskiej na rzecz Koldyngi, a miejscowy zamek królewski powoli popadł w ruinę i został ostatecznie rozebrany w 1685. Pamiętnym zdarzeniem w historii Ribe była powódź w dniach 11-12 października 1634 roku, gdy poziom wody sięgnął 6,1 metra. Kolejne powodzie związane z okresowym podnoszeniem się poziomu morza i sztormami, doprowadziły do sporych zniszczeń w mieście w latach 1718 i 1720. XVIII w. zaznaczył się jako okres szczególnej stagnacji gospodarczej, powodując dalszy spadek liczby mieszkańców i znaczenia miasta (w 1769 do 1827 osób, w 1801 nieznaczny wzrost do 1994 osób). W połowie XVIII w.  Ribe stało się miastem garnizonowym. Podczas wojen napoleońskich miasto zostało w 1808 zajęte przez wojska francuskie i hiszpańskie, a w 1814, na krótko, przez oddziały kozackie.
Czasy najnowsze
Długoletni okres stagnacji gospodarczej dobiegł końca w I ćwierci XIX w. Po wielkim kryzysie rolnym w latach 20. XIX w. i rozbudowie sieci dróg nastąpiło pewne ożywienie gospodarcze. Jednak utrata Szlezwiku przez Danię na rzecz Prus w 1864 w szczególny sposób zminimalizowała rolę jaką Ribe niegdyś odgrywało. Miasto zostało odcięte od naturalnego zaplecza gospodarczego i stało się jedynie punktem granicznym między Danią i pruskim Szlezwikiem, a rolę ważnego ośrodka handlowego przejął pobliski Esbjerg, gdzie zbudowano nowy port w 1868. To wydarzenie jeszcze bardziej zepchnęło Ribe na pozycje marginalne. Liczba ludności rosła powoli: z 2984 osób w 1850 do 4243 osób w 1901. W połowie XIX w. nastąpił powolny rozwój drobnej wytwórczości. W 1875 Ribe uzyskało połączenie kolejowe z resztą kraju. Rozwój gospodarczy postępował na pocz. XX w., lecz znacznie wolniej niż w innych miastach regionu. Pewne ożywienie gospodarcze nastąpiło dopiero po odzyskaniu przez Danię południowej Jutlandii w 1920. W latach 1940–1945 Ribe zostało okupowane przez wojska niemieckie, stając się dla Wehrmachtu ważnym punktem komunikacyjnym. W 1944 dokonano tutaj aktów sabotażu kolejowego, utrudniając ruchy transportów niemieckich. W 1960 w Ribe mieszkało 7809 osób. W ostatnich latach swój rozwój miasto zawdzięcza przede wszystkim turystyce.

## Zabytki i inne atrakcje
Ribe jest położone na terenach podmokłych. Stare miasto zachowało średniowieczny charakter. Jest otoczone fosą, uliczki są wąskie i brukowane. W mieście zachowanych jest wiele zabytkowych budynków, szczególnie budowanych z pruskiego muru. Wiele z nich ma status zabytków. Najbardziej znane zabytki miasta to:
- Katedra, w murach której miała miejsce koronacja króla Danii Krzysztofa III w 1443 r., a w jej wnętrzu pochowano 2 królów Danii: Eryka II i Krzysztofa I. Jest to kościół romańsko-gotycki biorący swój początek z drewnianego kościoła zbudowanego w tym miejscu przez biskupa Ansgara w połowie IX w. Obecna katedra powstała w XII i na pocz. XIII w. z późniejszymi dodatkami.
- Kościół św. Katarzyny z XV w. połączony z budynkiem poklasztornym, który jest obecnie najpiękniejszym i najlepiej zachowanym budynkiem tego typu na terenie Danii. Budowę klasztoru, trwającą 200 lat, rozpoczęto w 1228 r. Do reformacji mieszkali tutaj dominikanie.
- Stary Ratusz z 1496, który jest najstarszym istniejącym ratuszem w Danii.
- Fundamenty niegdyś istniejącego tutaj zamku królewskiego Riberhus z XII w., zniszczonego w XVII w.
- Puggård, najstarszy zachowany świecki budynek miasta z ok. 1300 r.
- Muzeum Sztuki (Ribe Kunstmuseum) - posiada kolekcję duńskiej sztuki z XIX i XX w.
- Muzeum Zabawek (Ribe Legetøjsmuseum) - posiada kolekcję zabawek z okresu 1850-1980.

## Gospodarka
W mieście rozwinął się przemysł spożywczy oraz włókienniczy.

## Herb Ribe
Herb Ribe w widoczny sposób odzwierciedla historię miasta. Dwudzielny w słup w polu srebrnym (w praktyce w białym) w słup trzy lwy błękitne w koronach złotych. Zostały one zapożyczone z herbu Danii i były symbolem przynależności miasta do Królestwa Danii i królewskiego charakteru grodu, będącego niegdyś siedzibą władców kraju i miastem granicznym pomiędzy Królestwem Danii i Ks. Szlezwiku. Drugie pole herbu przedstawia czerwoną fasadę miejscowej katedry, będącej symbolem miasta ze złotymi krzyżami na wieżach Mariackiej i Mieszczańskiej, oraz na portyku. Herb powstał przed 1295 r., a oficjalnie został zatwierdzony w 1938 r.

## Inne
W mieście znajdują się również: VUC (centrum kształcenia dorosłych), gimnazjum (szkoła katedralna) oraz szkoła handlowa.
Ribe leży na trasie Europejskiego Szlaku Gotyku Ceglanego.  W mieście znajduje się stacja kolejowa Ribe.

## Miasta partnerskie
- Balleroy, Francja
- Ely, Wielka Brytania
- Güstrow, Niemcy
- Krems an der Donau, Austria
- Leikanger, Norwegia
- Ratzeburg, Niemcy
- Strängnäs, Szwecja
- Tainan, Republika Chińska
- Pełczyce, Polska